# سيوتيرونيل
سيوتيرونيل (INN ,USAN) (اسم الرمز التنموي CPC-10997؛ الأسماء التجارية المؤقتة السابقة سيوكتول، إثوسين، X-أندرون) هو مضاد أندروجين غير ستيرويدى لم يتم تسويقه أبدا. وكان قيد التطوير بين عامي 1989 و 2001 لعلاج موضعي من ثعلبة الاندروجينية (الذكور نمط الصلع) وحب الشباب وعلاج عن طريق الفم من تضخم البروستات الحميد. وصلت المرحلة الثالثة من التجارب السريرية لدراسات حب الشباب والدراسة الثانية لثعلبة الاندروجينية، ولكن تم وقفها في نهاية المطاف بسبب ضعف الكفاءة.